# Landtag della Bassa Austria
Il Landtag della Bassa Austria (in lingua tedesca: Landtag von Niederösterreich) è l'assemblea legislativa monocamerale dello stato federato austriaco della Bassa Austria. La sede del parlamento è il Landhaus St. Pölten.